# Lewisville, Texas
Lewisville är en stad (city) i Denton County i Texas. Vid 2010 års folkräkning hade Lewisville 95 290 invånare.

## Kända personer från Lewisville
- Nic Kerdiles, ishockeyspelare
- Cody Linley, skådespelare